# Antonio de Herrera y Tordesillas

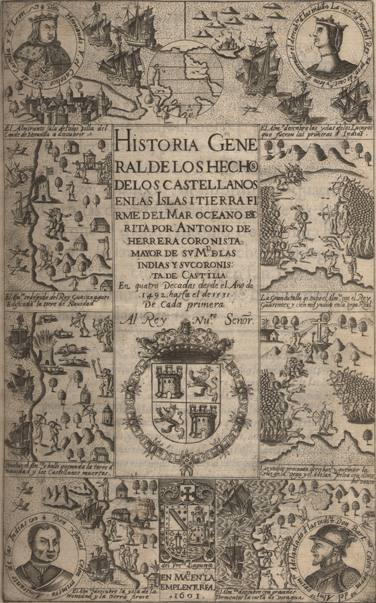
Frontispice de la première édition de l’Historia General d'Herrera.

Antonio de Herrera y Tordesillas (1549 – 28 mars 1626) est un historien espagnol né à Cuéllar dans la province de Ségovie.

## Biographie
Son père, Roderigo de Tordesillas, et sa mère, Agnes de Herrera, sont tous deux de bonne famille. Après avoir étudié quelque temps en Espagne, Herrera part en Italie où il devient secrétaire de Vespasian Gonzago avec lequel il retourne en Espagne quand ce dernier est nommé vice-roi de Navarre. Gonzago, sensible à ses qualités de secrétaire, le recommande à Philippe II. Celui-ci l'engage au titre de premier chroniqueur royal des Indes et comme membre des historiographes du Royaume de Castille.
Assuré d'un salaire confortable, Herrera se consacre jusqu'à sa mort à écrire, restant en poste jusqu'au règne de Philippe IV, qui le nomme secrétaire d'État peu avant sa mort.

## L’Historia general de los hechos de los Castellanos
L'écrit le plus célèbre d'Herrera est son Historia general de los hechos de los Castellanos en las islas y tierra firme del Mar Oceano (Madrid, 1601-1615, 4 vols), dans lequel il relate l'histoire des colonies espagnoles en Amérique de 1492 à 1554. Sa position de chroniqueur royal lui permet de consulter de nombreuses sources aujourd'hui disparues même s'il a l'occasion de s'inspirer largement des travaux de ses prédécesseurs, principalement de Bartolomé de Las Casas.
Il fait preuve de beaucoup de prudence dans l'utilisation des divers documents mis à sa disposition et le résultat de ses recherches est dans l'ensemble précis et précieux pour l'étude d'une part de l'histoire des premières colonies espagnoles mais aussi des institutions et coutumes des peuples américains autochtones. Selon le Dr Robertson[Qui ?] « si, dans sa volonté de respecter strictement l'ordre chronologique des différents événements survenus dans le Nouveau Monde, il avait organisé autrement ses chroniques très complexes à partir desquelles il est très difficile de reconstituer un récit cohérent, il aurait pu prendre place parmi les plus importants historiens de son pays. »[réf. souhaitée]

## Principales œuvres
- Historia general de los hechos de los Castellanos en las islas y tierra firme del Mar Océano que llaman Indias Occidentales (Madrid, 1601-1615, 4 vols)
- Historia de lo sucedido en Escocia a Inglaterra en quarenta y quatro annos que vivio la reyna Maria Estuarda (Madrid, 1589)
- Cinco libros de la historia de Portugal, y conquista de las isles de los Acores, 1582-1583 (Madrid, 1591)
- Historia de lo sucedido en Francia, 1585-1594 (Madrid, 1598)
- Historia general del mundo del tiempo del rey Felipe II, desde 1559 haste su muerte (Madrid, 1601-1612, 3 vols)
- Tratado, relation, y discurso historico de los movimientos de Aragon (Madrid, 1612)
- Comentarios de los hechos de los Españoles, Franceses, y Venecianos en Italia, etc., 1281-1559 (Madrid, 1624, seq.).